# Quem É Você? (telenovela)
Quem é Você? é uma telenovela brasileira produzida e exibida pela TV Globo de 4 de março a 6 de setembro de 1996, em 159 capítulos. Substituiu História de Amor e foi substituída por Anjo de Mim, sendo a 49ª "novela das seis" exibida pela emissora.
Baseada em argumento e sinopse de Ivani Ribeiro e Solange Castro Neves, foi escrita por esta última (substituída por Lauro César Muniz), com colaboração de Isabela Duboc, Rosane Lima, Aimar Labaki e Nelson Nadotti. Teve direção de Herval Rossano, Flávio Colatrello e Luiz Henrique Rios e núcleo de Herval Rossano; e direção de produção de Carlos Henrique Cerqueira Leite.
Contou com as participações de Elizabeth Savalla, Cássia Kis, Alexandre Borges, Paulo Gorgulho, Francisco Cuoco, Cecil Thiré, Júlia Lemmertz e Eva Todor.

## Sinopse
A relação de duas irmãs, a terceira idade e a farsa dos sexos são os temas orientadores da trama.
As irmãs Maria Luísa e Beatriz  reagem de formas diferentes ao abandono do pai. Nelson havia deixado a família para viver com outra mulher, causando a morte prematura da esposa e mudando o futuro das filhas. Maria Luísa se refugia num mundo de fantasia e passa a venerar o pai, Beatriz reprime seus sentimentos e defende-se para que não aconteça consigo o mesmo que ocorrera com a mãe. A primeira tem o afeto do marido Afonso e a segunda vive às voltas com a solidão.
Na década de 1970, durante um baile de máscaras em Veneza, Maria Luísa anuncia a Afonso que está grávida. Porém ele pensa que o filho é fruto de uma traição e se vinga, tendo relações sexuais com uma mulher mascarada. Nove meses depois, Beatriz tem um filho, mas esconde a identidade do pai, que pode ser o marido da irmã. No início da trama, Beatriz revela a Maria Luísa que Cadu é filho de Afonso. Sentindo-se traída, Maria Luísa tem um surto de ausência.
No tempo presente, Maria Luísa tem que disputar Afonso com Cíntia, uma corredora de Fórmula 1 que ele amara na adolescência. O jovem Maurício, filho de Maria Luísa e Afonso, torna-se um inesperado sucesso travestido como Thaís. A fama rende-lhe um contrato com uma agência de publicidade.
A trama ainda mostra uma casa de repouso habitada por idosos gentis e às vezes mal-humorados. Kitty é uma ex-vedete que anima a todos com sua extroversão e as marionetes de um teatrinho de sombras, Isolina vive das lembranças da época em que foi uma renomada pianista, Augusta passa o tempo à procura da filha, Vô Samuca afirma que fala com um extraterrestre chamado Simão, que o inspira na hora de escrever.
Ao final da história, um exame de DNA revela: o pai de Cadu é Túlio, e não Afonso.

## Elenco
| Ator/Atriz            | Personagem                                  |
| --------------------- | ------------------------------------------- |
| Elizabeth Savalla     | Maria Luísa Maldonado                       |
| Cássia Kiss           | Beatriz Maldonado                           |
| Francisco Cuoco       | Nelson Maldonado                            |
| Alexandre Borges      | Afonso Marcondes Aguiar                     |
| Luíza Tomé            | Cíntia Tavares                              |
| Paulo Gorgulho        | Gabriel Siqueira                            |
| Cecil Thiré           | Túlio Cintra                                |
| Júlia Lemmertz        | Débora Monteiro                             |
| Paulo César Grande    | Rodrigo Tavares                             |
| Eva Todor             | Augusta Monteiro                            |
| Marcelo Serrado       | Iuri Olegário                               |
| Rita Guedes           | Irina Olegário                              |
| Mylla Christie        | Ivana Cintra                                |
| Thiago Picchi         | Maurício Maldonado Marcondes Aguiar / Thaís |
| Pedro Brício          | Carlos Eduardo Maldonado (Cadu)             |
| Jonas Bloch           | Sacha Olegário                              |
| Helena Fernandes      | Nádia Olegário                              |
| Flávio Galvão         | Dr. Fábio Meirelles                         |
| Priscila Camargo      | Yolanda Meirelles (Ioio)                    |
| Eduardo Camargo       | Fábio Meireles Neto (Neto)                  |
| Lídia Mattos          | Mimi Meirelles                              |
| Eloísa Mafalda        | Kitty Salgado                               |
| Ruth de Souza         | Isolina                                     |
| Castro Gonzaga        | Arquimedes Maldonado                        |
| Norma Geraldy         | Carlota                                     |
| Vanda Lacerda         | Anita                                       |
| Ênio Santos           | Ladislau                                    |
| Lafayette Galvão      | Hamilton                                    |
| André Valli           | Bartô                                       |
| Alberto Pérez         | Samuca                                      |
| Martha Overbeck       | Mariana Marcondes Aguiar                    |
| Sandra Barsotti       | Tânia Olegário                              |
| Toni Freitas          | Ramon Tavares                               |
| Aldine Muller         | Cristina                                    |
| Cláudio Curi          | Rui Ventura                                 |
| Fernanda Muniz        | Márcia Meirelles                            |
| Márcia Barros         | Drª. Ângela                                 |
| Cléa Simões           | Teresa                                      |
| Dirce Migliaccio      | Carolina Ventura                            |
| Flávio Migliaccio     | Jacinto                                     |
| Fafy Siqueira         | Dinha                                       |
| Beth Beck             | Cida                                        |
| Graziela di Laurentis | Joana                                       |

### Participações especiais
| Ator/Atriz         | Personagem         |
| ------------------ | ------------------ |
| Sílvia Bandeira    | Valentina Olegário |
| Carolina Pavanelli | Daniela            |
| Mário Lago         | Aníbal Machado     |

## Audiência
A novela estreou com media de 34 pontos em seu primeiro episodio, em seu ultimo capitulo a trama teve seu maior resultado de 39 pontos, onde fechou com sua media geral de 31 pontos.

## Produção
- Teve os títulos provisórios de Os Caminhos do Vento e Os Bonecos.[5]
- A sinopse da novela começou a ser escrita em 1993, mas a história acabou sendo engavetada. Logo após a morte de Ivani Ribeiro, a trama foi retomada e ganhou o título Quem é Você? O lançamento da novela foi uma espécie de homenagem à autora.[6]
- A autora Solange Castro Neves precisou deixar a autoria da trama, e em seu lugar assumiu o autor Lauro César Muniz, que antes era o supervisor de texto.[7]
- As principais mudanças que foram impostas pelo autor são o inicio da rivalidade entre Maria Luiza (Elizabeth Savalla) e Beatriz (Cássia Kiss) e o aumento do nível de maldades de Beatriz, a  transformando na grande vilã da trama. Além disso, também houve a revelação da verdadeira identidade de Thaís (Thiago Picchi) e a transformação do personagem.[6]

## Trilha sonora

### Nacional
Capa: Mylla Christie
1. "Não Vá Ainda" - Zélia Duncan (tema de Maria Luísa e Afonso)
2. "Antes Que Eu Te Esqueça (Hasta Que Me Olvides)" - Biafra (tema de Maria Luísa)
3. "Eu Vejo" - Fanzine (tema de Débora)
4. "Sem Roupa" - Junia Lambert (tema de Irirna)
5. "Coleção" - Banda Eva (tema de Beatriz)
6. "É Sempre a Mesma História (As Time Goes By)" - Nico Rezende (tema de Cynthia)
7. "Noite dos Mascarados" - Emílio Santiago (tema de abertura)
8. "Coração Gelado" - José Augusto (tema de Afonso)
9. "Não Tenho Medo" - Sr. Banana (tema de Iuri)
10. "Tanto Faz (5000 Miles)" - Vinny (tema de Maurício)
11. "Sempre No Meu Coração (Always in My Heart)" - Joanna (tema de Túlio)
12. "Quero Mais" - Patrícia Marx (Tema de Ivana)
13. "A Volta do Boêmio" - Nelson Gonçalves (tema de Nelson)
14. "Meu Coração Te Espera" - Henrique Abreu (tema de Cadu)

### Internacional
Capa: Rita Guedes
1. "Missing (Todd Terry Remix) " - Everything But the Girl (tema do núcleo jovem)
2. "One Of Us" - Joan Osborne (tema de Ivana)
3. "Nirvana" - Elbosco (tema de Gabriel e Maria Luíza)
4. "Shining Star" - Boyz Of Paradise (tema de Iuri e Márcia)
5. "Lucky Love" - Ace Of Base (tema de locação: São Paulo)
6. "Anywhere Is" - Enya (tema de Maria Luísa)
7. "French Kiss" - Jeremy Jackson (tema de Túlio)
8. "Because You Loved Me" - Celine Dion (tema de Débora)
9. "My Radio" - J.K. (tema de locação: São Paulo)
10. "(You Make Me Feel Like) A Natural Woman" - Mary J. Blige (tema de Irina)
11. "Brand New Day" - Claudja (tema de locação: bistrô de Maurício)
12. "I Want To Come Over" - Melissa Etheridge (tema de Cynthia)
13. "You And I (Special Single Mix)" - Scorpions (tema de Beatriz)
14. "Mujeres (Mulheres)" - Alessandro (tema de Yolanda)